# Klaus Groh (Künstler)
Klaus Groh (* 9. Februar 1936 in Neisse, Provinz Oberschlesien) ist ein deutscher Collage-, Objekt-, Buch- und Mail-Art-Künstler, Kunsterzieher, Kunsthistoriker und Autor.

## Leben
Klaus Groh studierte von 1957 bis 1960 Kunstpädagogik und Kunstgeschichte und promovierte zum Dr. phil. an der Carl von Ossietzky Universität Oldenburg mit dem Thema „Der neue DaDaismus an der amerikanischen Westküste“ (Maro-Verlag, Augsburg).
Groh leitete von 1971 bis 2006 das Micro Hall Art Center und die Kleinkunstbühne Literaturium und von 1969 bis 1990 die IAC (International Artists’ Cooperation). Er war Herausgeber des IAC-Infoblattes „IAC-INFO“, ein Vorläufer vieler Mail Art Letters und des heutigen Netzwerks. Seit 2003 ist er  Leiter des Kulturprogramms der „Schlaraffia Oldenburgia“ und gründete die Kleinkunstbühne „Burg Uhlenhorst“.

### Künstlerisches Schaffen
Klaus Groh war eine zentrale Figur in der internationalen Mail Art-Szene. Er förderte Künstler, die sich mit experimentellen und nicht-konventionellen Kunstformen beschäftigten. Er veröffentlichte zahlreiche Kataloge, Bücher und Magazine, die sich auf experimentelle Kunst und neue künstlerische Bewegungen konzentrieren. 
Die Kunstsammlung von Klaus Groh stellt mit ihren zahlreichen Künstlerpostkarten, Künstlerbüchern, Kunstobjekten, Tonbändern, Fotodokumentationen und Korrespondenzen eine Quelle für die Erforschung der unabhängigen Kunstszenen und Künstlernetzwerke der späten 1960er bis 1980er Jahre dar.
Groh schrieb mehrere Bücher, darunter Kunstkataloge, die alternative Kunstformen dokumentieren und fördern. Diese Werke sind ein bedeutender Beitrag zur Archivierung und Sichtbarmachung avantgardistischer Kunst.

### Einfluss und Bedeutung
Klaus Groh hat durch seine Arbeit dazu beigetragen, Künstler auf der ganzen Welt miteinander zu vernetzen und ihre Werke einem breiteren Publikum zugänglich zu machen. Er ist ein Pionier der Fluxus- und Mail Art-Bewegungen und eine wichtige Persönlichkeit in der zeitgenössischen Kunst.
Er lebt und arbeitet seit 2017 in Oldenburg.

## Schriften
- if I had a mind … (ich stelle mir vor …) Concept-art, project-art. DuMont Schauberg, Köln 1971, ISBN 3-7701-0571-0.
- „Aktuelle Kunst in Osteuropa“ – ČSSR, Jugoslawien, Polen, Rumänien, UdSSR, Ungarn. DuMont Schauberg, Köln 1972, ISBN 3-7701-0617-2.
- etc. Thesen, Slogans, Konzepte, Ideen. Maro, Gersthofen 1972, ISBN 3-87512-018-3.
- Reale Concepte, artist book, 1972, New Reform, Aalst, Belgiën
- (Hrsg.): Mixed Magazine / East European Issue. University of Saskatchewan, Sas "katon (Canada) 1973.
- Art manifests. Friedrichsfehn 1975.
- Art-Impressions / USA & Canada. (More DaDa). Beau Geste Press, Crainleigh 1975.
- The OR-Book. Don Milliken Press, Shelburne Falls 1977.
- Der neue Dadaismus in Nordamerika. Maro, Augsburg 1979, ISBN 3-87512-113-9.
- A crazy DaDa idea – Eine Dadalogie. Edewecht-Friedrichsfehn 1980, ISBN 3-922595-01-4.
- Try= life! Edewecht 1983.
- Installationen. Edewecht 1983.
- „Der Baum, Dein Freund …“. Edewecht 1984, ISBN 3-922595-07-3.
- mit Hermann Havekost: Artists’ Books – Künstlerbücher. Oldenburg, 1986, ISBN 3-8142-0152-3.
- Mail Art – Correspondence Art, eine künstlerische Randaktivität oder ein ernstzunehmendes Betätigungsfeld für freie Kommunikation zwischen den Völkern. In: Bildende Kunst in Osteuropa im 20. Jahrhundert. Berlin 1991, ISBN 3-87061-257-6.
- Antoni Miro : das Fahrrad. Alcoi 1996, ISBN 84-921187-6-8.
- mit Wolfgang Hase: Kunstpfad 2000. Wiefelstede 2000.
- Bon-ap-Arte.(No.9) C'est Mon DaDa, REDFOXPRESS, Dugort 2007.
- 1976 – from NYC to LA. redfoxpress, Dugort 2010.
- FRUTAS Y TERRA. (No.50) C'est Mon DaDa, REDFOXPRESS, Dugort 2010
- mit Wilfried Belschner: Neunundneunzig Perlen schlaraffischer Weysheit. Edewecht 2013, ISBN 978-3-922595-17-5.
- Socken- oder Hundehalter? Eine Fechsungssammlung von Ritter DaDa-Lust (Klaus Groh), Edewecht 2013, ISBN 978-3-922595-21-2.
- Bevor ich es ganz vergesse … Erlebtes zwischen 1942 und 1957. Edewecht 2013, ISBN 978-3-922595-20-5.
- Texte-Gedanken-Ideen-Slogans zu Kunst und Kunstverwandtem. Edewecht 2013, Band 1: ISBN 978-3-922595-19-9, Band 2: ISBN 978-3-922595-22-9.
- Das Schmierbuch. Schmierbuchfechsungen von drei Schmierbuchfechsern, Hrsg. Ritter DaDa-Lust (Klaus Groh). Edewecht, ISBN 978-3-922595-26-7.
- EARTH/HEART,(No.207) C'est Mon DaDa, REDFOXPRESS, Dugort 2024

## Ausstellungen
Seit 1968 hatte Klaus Groh 94 Einzelausstellungen und etwa 300 Ausstellungsbeteiligungen, u. a. folgende:
- 1969: Liberté de Parole. Galerie Denise Davy, Paris (Frankreich)
- 1981: 6. Biennale São Paulo. São Paulo (Brasilien)
- 1986: Goethe-Institut, Marseille (Frankreich)
- 1993: IV. biennal poesia visual/experimental. Mexiko-Stadt (Mexiko)
- 1997: Eye Rhymes, international visual poetry. Calgary und Edmonton (Kanada)7
- 1997: Klaus Groh, Centrum Beeldende Kunsten, Guy Bleus' E-Mail-Art Archives. Hasselt (Belgien)
- 1999: 1st international communication art biennale. COMM.ART., Šabac (Jugoslawien)
- 2002: Galeria XX1. In Zusammenarbeit mit dem Goethe-Institut, Warschau (Polen)
- 2002: Mini print international. Cadaques (Spanien)
- 2003: Europa-konkret-reduktiv. Architekturmuseum Wrocław (Polen)
- 2003: extra50. 50. Biennale di Venecia, Venedig (Italien)
- 2004: 1st international collage exhibition. Vilnius (Litauen)
- 2004: London Art Biennal 2004. London (Großbritannien)
- 2005: peotical pages. Moon-Gallery, Mount Berry/GO (USA)
- 2006: Kunst ohne Gewalt. Israel-Museum, Jerusalem (Israel)
- 2007: Internacional-Concreto-Reductivo-Inteligible. Ayuntamiento de Aranjuez (Spanien)
- 2008: Museum Modern Art Hünfeld. Fulda
- 2009: 30th. International Impact Art Festival. Kyoto City Museum (Japan)
- 2009: FUTURISMO. Museo Minimo, Napoli (Italien)
- 2010: Convocatoria internacional. Ministero Cultura, Santa Fé (Argentinien)
- 2011: International Triennale of Extended artMedia. Art Salon of Trstenik, Trstenik (SRB)
- 2011: 32.Impact Art Festival. Kyoto City Museum, Kyoto (Japan)
- 2012: 7. Editionale. Köln, Buchobjekte, Neues Kunstforum Köln, (D)
- 2012: Land of Olive trees. Evia Center of Art, Chalcis (GR)
- 2013: TREIZE-(13). Atelier & Galerie Andrè Robèr, Ille-sur-Tet (F)
- 2013: GUTAI-Memories. Walter Mc Bean Gallery, San Francisco (USA)
- 2014: 4th Lessedra International MixedMedia Competition. Sofia (Bulg)
- 2014: The 70ths. Museo d'arte moderna e contemporanea di Trento e Rovereto (I)
- 2014: The Avant-garde did not applaud. Galeria Sztuki Najnowszej, Wrocław (PL)
- 2015: 1st OFF  BIENNALE 2015. c/o  ARTPOOL, Budapest (H)
- 2015:  Music City. Centro di arte, Boyaca (Kolumbien)
- 2016:  Urban jungle. Atelier ROTKLEE, Putbus/Rügen (D)
- 2016:  UTSANGA. Polo Museo Roccelletta di Borgia (I)
- 2017:  The Eagle has landet-APOLLO 11-next step. Ausstellungszentrum PYRAMIDE, Berlin (D)
- 2018: Mixed Media Competition. Lessedra Art Gallery, Sofia (Bulgarien)
- 2019:  Mini Print International. ADOGI, Cadaques (E9)
- 2020:  Mail Art Underground. Centro di Arte, Perugia (I)
- 2021:  Himmel über Berlin. Tempelhofer Feld Haus, Berlin (D)
- 2022:  Artists' Books. Villa Mosteles, Mosteles, Madrid (E)
- 2023:  Roco 6x6. Rochester Art Center, Rochester/New York (USA)
- 2024:  White, Black and Between. Outside Art Gallery, Krakow (PL)